# Adel (Georgia)
Adel is een plaats (city) in de Amerikaanse staat Georgia, en valt bestuurlijk gezien onder Cook County.

## Demografie
Bij de volkstelling in 2000 werd het aantal inwoners vastgesteld op 5307.
In 2006 is het aantal inwoners door het United States Census Bureau geschat op 5389, een stijging van 82 (1,5%).

## Geografie
Volgens het United States Census Bureau beslaat de plaats een oppervlakte van
20,7 km², waarvan 20,4 km² land en 0,3 km² water. Adel ligt op ongeveer 82 m boven zeeniveau.

## Plaatsen in de nabije omgeving
De onderstaande figuur toont nabijgelegen plaatsen in een straal van 20 km rond Adel.